# Mount Huntley
Mount Huntley är ett berg i Australien. Det ligger i regionen Southern Downs och delstaten Queensland, omkring 96 kilometer sydväst om delstatshuvudstaden Brisbane. Toppen på Mount Huntley är 1 073 meter över havet.
Runt Mount Huntley är det mycket glesbefolkat, med 2 invånare per kvadratkilometer.. 
I omgivningarna runt Mount Huntley växer i huvudsak städsegrön lövskog. Genomsnittlig årsnederbörd är 1 168 millimeter. Den regnigaste månaden är januari, med i genomsnitt 235 mm nederbörd, och den torraste är september, med 32 mm nederbörd.